# Pani Jola
Pani Jola – album zespołu Bielizna wydany w 1996 roku nakładem wytwórni Sonic. Nagrań dokonano jesienią 1994 w Studio „Krater” w Gdańsku oraz jesienią 1995 w Studio Radia Gdańsk.

## Lista utworów
źródło:.
1. „Pani Jola” – 3:27
2. „Ze starej kury jest lepszy rosół” – 3:43
3. „Ja, szara mysz” – 5:49
4. „Kość” – 2:31
5. „Władek przechodzi w piąty wymiar” – 3:59
6. „Każdy ma swojego Boga” – 3:33
7. „Kosmiczna owieczka” – 4:39
8. „Siedem kotów” – 4:02
9. „Śpij synku” – 3:40
10. „Stylowa żabka i chemiczne grubasy” – 3:08
11. „Chamy” – 2:57
12. „Miłość w Jugosławii” – 4:45
13. „Mała różowa chmurka” – 4:07
14. „Ja, szara mysz” (wersja radiowa) – 3:57

## Twórcy
źródło:.
- Jarosław Furman – gitara
- Radovan Jacuniak – gitara basowa
- Jarosław Janiszewski – śpiew
- Andrzej Jarmakowicz – perkusja
- Piotr Pawlak – gitara

Gościnnie
- Józef Kaniecki – skrzypce
- Jerzy Mazzoll – klarnet
- Mikołaj Trzaska – saksofon
- Dariusz Wojciechowski – pianino